# Nichtodontogene Zysten
Nichtodontogene (dysontogenetische) Zysten sind Zysten im Mund und Kieferbereich, deren Ursache nicht auf Zähne oder Zahnbildungsorgane zurückgeht.

## Nasopalatinale Zyste
Die nasopalatinale Zyste ist auch unter der Bezeichnung „Zyste des ductus nasopalatinus“ bekannt. Sie entsteht aus Epithelresten des Ganges, der zur Embryonalzeit die Mund- mit der Nasenhöhle verbunden hat. Dieser Gang besteht nach der Geburt nur noch aus einem Knochenkanal (Canalis incisivus), durch den die gleichnamigen Gefäße und Nerven verlaufen. In seltenen Fällen kann sich in diesem Gang eine Zyste bilden, die aufgrund ihrer Ursache streng median (in der Mitte) lokalisiert ist. Im Röntgenbild ist eine solche Zyste (herz- oder birnenförmig) evtl. von einer an den Wurzelspitzen der mittleren oberen Schneidezähnen gelegenen radikulären Zyste nur schwer zu unterscheiden. Eine Sensibilitätsprüfung kann hier Gewissheit geben.

## Dermoid- und Epidermoidzysten
Dermoid- und Epidermoidzysten finden sich am Eierstock (Ovar), im Hoden (Testis), aber auch in der Mitte des Unterkiefers, nämlich an der Stelle, an der die beiden Unterkieferhälften zusammengewachsen sind. Im Unterkiefer liegen sie deshalb genau median (in der Mitte) und können unter der Zunge oder unter dem Kinn lokalisiert sein. Hier täuschen sie ein Doppelkinn vor.

## Ranula
Eine Ranula (von latein: rana „Frosch“) stellt sich als kugelige, oberflächlich oft livide gefärbte Vorwölbung unter der Zunge dar. Weil sie dem Kehlsack eines Frosches ähnlich sieht, wird sie auch Froschgeschwulst oder Fröschleingeschwulst genannt. Als Ursache kommen Retentionszysten (siehe unten) der Unterzungenspeicheldrüse (glandula sublingualis) oder der Unterkieferspeicheldrüse (glandula submandibularis) bzw. deren Ausführungsgang (ductus submandibularis) in Frage. Therapie: Siehe Odontogene Zyste. Bei Rezidiven ist evtl. eine Entfernung (Exstirpation) der Drüse erforderlich.

## Schleimhautretentionszyste
Schleimhautretentionszysten entstehen, wenn der Abfluss aus den kleinen Schleimhautdrüsen im Lippen- und Wangenbereich verstopfen. Sie sind an direkt unter der Schleimhaut liegenden, leicht verschieblichen „Bläschen“, zu erkennen, die gelegentlich vom Patienten zerbissen werden. Therapie: Exstirpation.